# 小山裕史
小山 裕史（こやま やすし、1956年11月14日 - ）は、鳥取県出身の、元ボディビルダー、アスリートを指導するフィットネスコーチ、神経筋生理学者、博士（人間科学）である。

## 経歴・人物
鳥取県立鳥取東高等学校、大阪経済大学を卒業後、身体理論を学び、1981年に鳥取市にてトレーニングジム「ワールドウィング」を開業。1985年著書『トレーニング革命』、1994年『新訂版新トレーニング革命』を出版。
小山は、1982年、1984年、JBBF日本ボディビル選手権大会優勝、1983年、1984年、1989年アジアボディビル選手権大会90kg以下級優勝というアスリートである。1980年代には日本のボディビル界で朝生照雄、石井直方と並ぶ「三強」を形成しており、1983年にはIFBB世界ボディビル選手権に出場、ライトヘビー級5位に入った。
1994年に自ら考案した『初動負荷理論』を前述の『新訂版新トレーニング革命』で発表。イチロー、山本昌、岩瀬仁紀、山口俊、岩隈久志、鳥谷敬を始めとして、野球選手を中心に多くのスポーツ選手を指導している。野球以外ではテニスの杉山愛、サッカーの藤田俊哉などへの指導経験もある。日本人として100メートル競走で10秒00を初めて記録した伊東浩司も指導した。
日本スケート連盟、日本陸上競技連盟のフィットネス・コーチ等を歴任し、現在、ワールドウィング・エンタープライズ代表。
早稲田大学人間科学研究科博士課程を修了し、初動負荷トレーニングの運動生理学的研究により2011年7月に博士（人間科学）の学位を取得。鳥取大学医学部客員教授及び高崎健康福祉大学保健医療学部理学療法学科教授を務めた。
宗茂・宗猛兄弟を師と仰いでおり、後に小山が開発したスポーツシューズ「ビモロ」も、元々は宗兄弟が「トレーニング中にシューズが原因で故障することがあるのをなんとかできないか」と小山に相談してきたのがきっかけだったという。
2023年5月、ROOKIE Racing・豊田章男（モリゾウ）と共同で、「ビモロ」のレーシングシューズバージョンとして「ビモロレーシング RR Morizo Selection」を開発したことを公表した。同年8月まで限定販売する。

## 初動負荷理論
同理論は1994年に『新訂版新トレーニング革命』で発表されたが、発表当初は「動作の最初に一番強い負荷のかかる形態のウエイトトレーニング」とされていた。しかしながら、1995年に定義を変更している。このような経緯もあり理論として成り立っていないという批判が発表当初からされている。それ以前に理論自体が存在しないという批判もされている。
同理論の発表により自身のボディビル時代の経歴が不都合な存在になり自社のウェブサイトから削除している。同時に鳥取県ボディビル連盟の理事長も退いている。

## 著書
- 『トレーニング革命』（ベースボール・マガジン社、1985年10月） ISBN 4583025572
- 『夢の途中で：スポーツ・旅・ロマン・そして人を愛して』（講談社、1987年2月）ISBN 4062032546
- 『新トレーニング革命』（講談社、1991年11月）ISBN 4062054914
- 『新訂版 新トレーニング革命：初動負荷理論に基づくトレーニング体系の確立と展開』（講談社、1994年9月） ISBN 4062070324
- 『初動負荷理論による野球トレーニング革命』（ベースボール・マガジン社、1999年11月） ISBN 4583036205
- 『「奇跡」のトレーニング：初動負荷理論が「世界」を変える』（講談社、2004年1月）ISBN 4062122170
- 『小山裕史のウォーキング革命：初動負荷理論で考える歩き方と靴』（講談社、2008年2月）ISBN 9784062143752
- 『希望のトレーニング：彼らは初動負荷トレーニングで何を見つけたのか』（講談社、2014年7月）ISBN 9784062189088

## テレビ出演
- 『ウィークエンドリポート 極限に挑む ボディビルダー小山裕史復活への道』 1989年 NHK鳥取。1989年のアジア選手権で5年のブランクの後、復活優勝を遂げる過程を追ったドキュメンタリー

## 代表的な論文業績
- Koyama Y, Kobayashi H, Suzuki S, Enoka RM (2010). “Enhancing the weight training experience: a comparison of limb kinematics and EMG activity on three machines”. European Journal of Applied Physiology 109 (5):  789-801. doi:10.1007/s00421-010-1421-y. PMID 20225080.

- Kobayashi H, Koyama Y, Enoka RM, Suzuki S (2014). “A unique form of light-load training improves steadiness and performance on some functional tasks in older adults.”. Scandinavian Journal of Medicine & Science in Sports 24 (1):  98-110. doi:10.1111/j.1600-0838.2012.01460.x. PMID 22493975.